# Вулька-Печонца
Вулька-Печонца (пол. Wólka Piecząca) — село в Польщі, у гміні Станіславув Мінського повіту Мазовецького воєводства.
Населення — 117 осіб (2011).
У 1975-1998 роках село належало до Седлецького воєводства.

## Демографія
Демографічна структура станом на 31 березня 2011 року:
|          | Загалом | Допрацездатний вік | Працездатний вік | Постпрацездатний вік |
| -------- | ------- | ------------------ | ---------------- | -------------------- |
| Чоловіки | 62      | 13                 | 45               | 4                    |
| Жінки    | 55      | 8                  | 34               | 13                   |
| Разом    | 117     | 21                 | 79               | 17                   |